# Val-d'Oust
Val-d'Oust es una comuna nueva francesa situada en el departamento de Morbihan, de la región de Bretaña.

## Historia
Fue creada el 1 de enero de 2016, en aplicación de una resolución del prefecto de Morbihan de 24 de diciembre de 2015 con la unión de las comunas de La Chapelle-Caro, Le Roc-Saint-André y Quily, pasando a estar el ayuntamiento en la antigua comuna de Le Roc-Saint-André.

## Demografía
| Gráfica de evolución demográfica de Val-d'Oust entre 1800 y 2013 |
|                                                                  |

Los datos entre 1800 y 2013 son el resultado de sumar los parciales de las tres comunas que forman la nueva comuna de Val-d'Oust, cuyos datos se han cogido de 1800 a 1999, para las comunas de La Chapelle-Caro, Le Roc-Saint-André y Quily de la página francesa EHESS/Cassini. Los demás datos se han cogido de la página del INSEE.

## Composición
| Comuna delegada    | Código INSEE | Población (2013) | Superficie (km²) | Densidad (hab./km²) |
| ------------------ | ------------ | ---------------- | ---------------- | ------------------- |
| La Chapelle-Caro   | 56037        | 1344             | 16.49            | 82                  |
| Le Roc-Saint-André | 56197        | 928              | 9.93             | 93                  |
| Quily              | 56187        | 349              | 5.39             | 65                  |